# 洛格雷什蒂鄉
44°54′N 23°42′E / 44.900°N 23.700°E
洛格雷什蒂鄉（羅馬尼亞語：Comuna Logrești, Gorj），是羅馬尼亞的鄉份，位於該國西南部，由戈爾日縣負責管轄，距離克拉約瓦70公里，面積68平方公里，2007年人口2,960，人口密度每平方公里43人。